# سفارة منغوليا في المملكة المتحدة
سفارة منغوليا في المملكة المتحدة هي أرفع تمثيل دبلوماسي لدولة منغوليا لدى المملكة المتحدة. تقع السفارة في لندن وهي تهدف لتعزيز المصالح المنغولية في المملكة المتحدة.

## وصلات خارجية
- قائمة سفارات منغوليا
- قائمة السفارات في المملكة المتحدة